# Voje (Pšata)
Voje so prvi desni pritok reke Pšata, ki se izliva v Kamniško Bistrico.